# Честър
Вижте пояснителната страница за други значения на Честър.
Честър (на английски: Chester, на уелски: Caer) е град в Англия, главен административен център на графство Чешър, което е на границата между Англия и Уелс. Честър е един от градовете в Англия с най-добре запазени крепостни стени. Разположен е на север от река Дий. Градът е жп и шосеен транспортен възел. Разстоянието от Честър до границата с Уелс е 8 km. Основни отрасли на икономиката му са производството на авиационни части, химическа, машиностроителна, металообработваща, нефтопреработвателна и хранително-вкусова промишленост. Според преброяването от 2001 г. населението на града наброява 80 121 жители.

## История и архитектура
Град Честър е основан през 79 пр.н.е. от римски войски. По римско време е бил известен като Дева или Кастра Девана. Римляните построили града с намерение той да бъде крепост на Legio XX Valeria Victrix, 20-ия легион, който трябвало да се защитава срещу уелските келти. След падането на Римската империя, градът е възстановен и разширен (през 907 г.) от Етелфледа, дъщеря на Алфред Велики, и е последното място, завладяно от Уилям Завоевателя (1070), който го подлага на брутално опустошение. След норманското нашествие градът е център на палатинат (зона на самостоятелно управление на местния лорд, който притежава широки свободи и квази-кралска власт), като на графовете на Честър са предоставени функциите по опазване сигурността на границата между Англия и Уелс. Крал Хенри III през 1241 г. обаче премахва палатината и присъединява района към короната. Оттогава званието „граф на Честър“ е една от титлите на принца на Уелс (престолонаследника). Търговският път до Ирландия превръща Честър в най-проспериращото пристанище в Северозападна Англия. По време на Гражданската война обаче градът е на страната на роялистите и е подложен на 18-месечна обсада от парламентаристите (1645 – 1646). След войната Честър връща предишното си търговско положение. Крепостните стени са възстановени. Разцветът трае до средата на XVIII в., когато затлачването от тиня на устието на Дий става причина центърът на търговията с Ирландия да се премести в Ливърпул. С развитието на индустриалната революция през XIX в., Честър е свързан с железопътната система и мрежа от канали и градът добива значението на регионален търговски център, което положение успява да запази до днес. Същевременно той отрано се ориентира към туристическия бизнес. Първият пътеводител за Честър е издаден през 1781 г.
Крепостната стена на Честър е построена от римляните и е възстановявана и разширявана през Средновековието и след Гражданската война. Тя е най-запазената в цялостен вид сред всички останали в Британия. Обиколката ѝ е 3 km.
Честър е катедрален град. Катедралата му, макар да не е сред най-големите в Англия, е много впечатляваща. Изградена е от червен пясъчник. През Х в. е построена саксонска църква, посветена на „Св. Уърбърг“ (St. Werburgh), англосаксонска принцеса, покровителка на Честър. По-късно през 1092 г. църквата става бенедиктинско абатство и върху старата конструкция е построена норманска църква. Абатството е затворено от Хенри VIII през 1540 г., който закрива манастирите и от 1541 г. е обявено за катедрала. В сегашния си вид катедралата е издигната между 1250 и 1540 г. Правени са и по-късно ремонти и редица викториански реконструкции. Във вътрешния двор има малка градина, където е поставена забележителна съвременна бронзова скулптура, изпълнена с голяма фантазия от Стивън Броудбент (Stephen Broadbent), изобразяваща как Жената от Самария предлага на Исус вода от извора.
Наред с катедралата си, Честър е забележителен с автентичните си къщи от епохата на Тюдор и техни викториански имитации по Истгейт (Eastgate) и Уотъргейт (Watergate) Стрийт, с магазините и уникалните си галерии (rows) по надпартерния етаж на всички къщи по протежението на улица Честър Роус (Редовете).

## Спорт
Футболният отбор на града се казва ФК Честър Сити.

## Родени в Честър
- Майкъл Оуен (р.1979), английски футболист

## Галерия
- Изглед от Честър
- Източната порта с часовника
- ул. „Уърбърг“ с катедралата
- Катедралата от север
- Новата порта
- Хотел „Гровнър“
- Честърската катедрала
- Статуя в парк „Гровнър“
- Кулата на крал Чарлз
- Гилдхол
- ЖП гарата